# Венс—Овенов план
Венс-Овенов план је био мировни предлог за крај рата у Босни и Херцеговини који су почетком 1993. направили специјални изасланици Сајрус Венс и лорд Дејвид Овен. План су прихватили Муслимани и Хрвати, али су га одбили Срби. Овај план је био последњи план за уједињену Босну и Херцеговину, а потоњи мировни планови су предвиђали поделу државе.

## План
План је предвиђао унитарну Босну и Херцеговину, подељену у 10 покрајина, које би имале надлежности над унутрашњим пословима и образовањем. Војска Републике Српске би морала да се повуче са 27% територије. Покрајине су биле уређене тако да Срби не би могли да организују своју државу. Сајрус Венс је 1. априла поднео оставку на место специјалног изасланика Уједињених нација. На његово место је 1. маја 1993. постављен норвешки министар иностраних послова Торвалд Столтенберг.
Слободан Милошевић је на састанку са Овеном у Београду 24. априла 1993. прихватио план уз претњу већим санкцијама Савезној Републици Југославији. План су прихватили и Муслимани, председник Хрватске Фрањо Туђман и представници хрватског народа у Босни и Херцеговини.
Овен је сазвао мировну конференцију у Атини 1. маја 1993. на којој су учествовале све зараћене стране. Представник Срба Радован Караџић није желео да потпише споразум јер се плашио да ће Република Српска бити одсечена. Овен се уздао да ће Милошевић, Момир Булатовић и Добрица Ћосић утицати на Караџића да потпише споразум. Караџић је, након вишечасовног убеђивања, пристао да потпише споразум, али под условом да га ратификује Народна скупштина Републике Српске
Скупштина је сазвана 5. маја 1993. на Палама. Присуствовали су јој и Милошевић, Булатовић, Ћосић и грчки премијер Константинос Мицотакис, који су убеђивали српске посланике да прихвате план. Међутим, генерал Ратко Младић је посланицима показао територије под контролом Војске Републике Српске и територије које је Србима нудио Венс-Овенов план.
На затвореној седници, посланици Народне скупштине Републике Српске су одбацили Венс-Овенов план, а југословенска делегација је напустила заседање. Лорд Овен је 18. јуна саопштио да је план званично мртав.